# Angiotenzin konvertující enzym

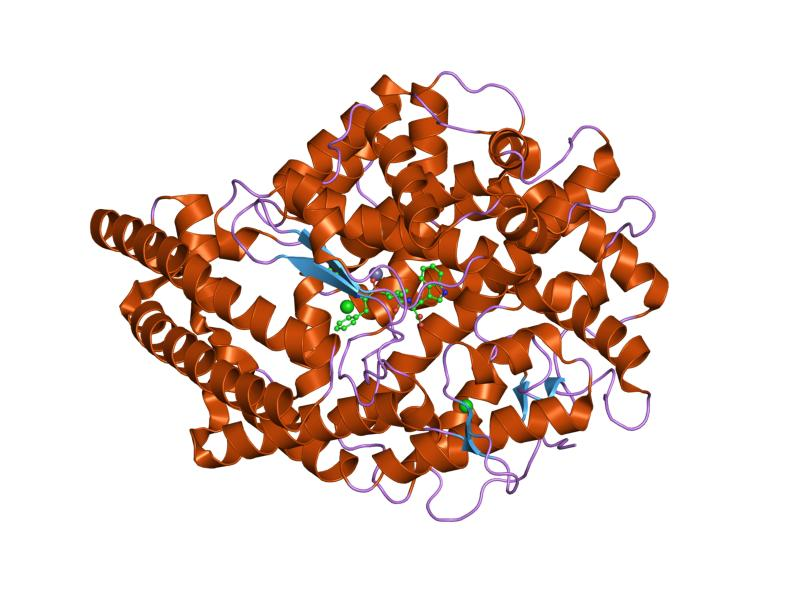
Model angiotenzin konvertujícího enzymu

Angiotenzin konvertující enzym, též angiotenzin konvertáza neboli ACE, je glykoprotein patřící mezi peptidázy, který štěpí angiotenzin I na účinný hormon angiotenzin II. Je tak součástí systému renin-angiotenzin-aldosteron, který řídí výšku krevního tlaku a bilanci vody a solí.
Protože angiotenzin II zvyšuje krevní tlak, léky, které snižují přirozenou aktivitu ACE, tak zvané ACE inhibitory, se používají k léčbě hypertenze a městnavého srdečního selhání.
Angiotenzin konvertující enzym je přítomen především v plicích, dále v krevní plasmě a ve stěně cév. Má dvě funkce: odštěpuje dvě karboxy-terminální aminokyseliny z angiotenzinu I, což je dekapeptid, za vzniku oktapeptidu angiotenzinu II a dále rozkládá bradykinin. To vede ke zvýšení krevního tlaku a to dvěma mechanismy: angiotenzin II přímo zvyšuje krevní tlak vazokonstrikcí arteriol a nepřímo indukcí produkce aldosteronu v kůře nadledvin, což způsobí zadržování vody a zvýšení objemu krve. Bradykinin je silný vazodilatátor, jeho odstranění dále zvýší periferní rezistenci oběhu a tím i krevní tlak.